# Панчишин Іван Миколайович
Іван Миколайович Панчишин (нар. 15 червня 1961, село Колодруби, Миколаївський район, Львівська область) — радянський та український футболіст, що виступав на позиції захисника, Після завершення кар'єри гравця — український футбольний тренер. Майстер спорту СРСР (1987).

## Кар'єра гравця
Вихованець СДЮШОР «Карпати» (Львів) Іван Панчишин футбольну кар'єру розпочав у 1980 році в дублі львівських «Карпат». У 1981 році виступав за аматорський клуб «Сільмаш» (Ковель).
У 1984 році отримав запрошення грати в команді майстрів «Нива» (Вінниця). Сезон склався для молодого захисника дуже вдало, вінницька команда перемогла в 6-ій зоні другої ліги чемпіонату СРСР, а Панчишин був названий найкращим переднім захисником цієї першості.
Гра молодого футболіста не залишилася непоміченою, і вже наступний сезон Іван почав в команді вищої ліги «Металіст» (Харків), де став основним центральним захисником, стабільно виходячи на поле в стартовому складі. У 1988 році став володарем Кубку СРСР, що дозволило взяти участь у Кубку кубків, де захисник провів 4 матчі. В останньому чемпіонаті СРСР команда Панчишина виступила невдало, посівши 15-те місце й понизилася в класі. Але наступний сезон гравець почав в першому чемпіонаті незалежної України, в якому «Металіст» посів 3-тє місце в групі «Б» і став фіналістом Кубка України, а сам Панчишин був капітаном команди. У сезоні 1993/94 років керівництво і спонсори почали втрачати інтерес до команди, внаслідок чого пішов головний тренер Леонід Ткаченко й ряд футболістів. З ініціативи керівництва покинув клуб і Панчишин.
У 1994 році Іван отримав запрошення від олександрійської «Поліграфтехніки», провівши сезон 1994/95 у першій лізі. Після цього ветеран відгукнувся на пропозицію клубу вищої ліги «Карпати» (Львів), де досвідчений захисник стабільно грав в основі.
Влітку 1996 року, провівши 3 матчі за львівський клуб на початку нового чемпіонату, 36-річний футболіст несподівано отримав запрошення від нового президента «Металіста» Валерія Бугая повернутися у вже рідний для Панчишина харківський клуб. Ветеран ще півтора сезони виходив на поле в складі металістів, був капітаном команди і тільки влітку 1997 року завершив активну кар'єру гравця.

## Кар'єра тренера
У 1997 році прийняв пропозицію головного тренера «Металіста» Михайла Фоменка стати одним з тренерів другої команди харківського клубу, де пропрацював майже три роки. З травня 2001 по травень 2002 року працював головним тренером клубу «Арсенал» (Харків). У 2004—2005 роках очолював інший харківський клуб — «Газовик-ХГВ», який виступав у другій лізі.
У 2007 році призначений головним тренером вінницької «Ниви-Світанок», який покинув у 2008 році. Після цього працював тренером в харківському спортінтернаті, зі своїми вихованцями, що грали в складі команди УФК (училище фізичної культури), брав участь в юнацьких чемпіонатах України.

## Досягнення
- Кубок СРСР:
  - Володар: 1988
- Кубок України:
  - Фіналіст: 1992
- Перша ліга чемпіонату України:
  - Бронзовий призер: 1997/98